# Mount Woodring

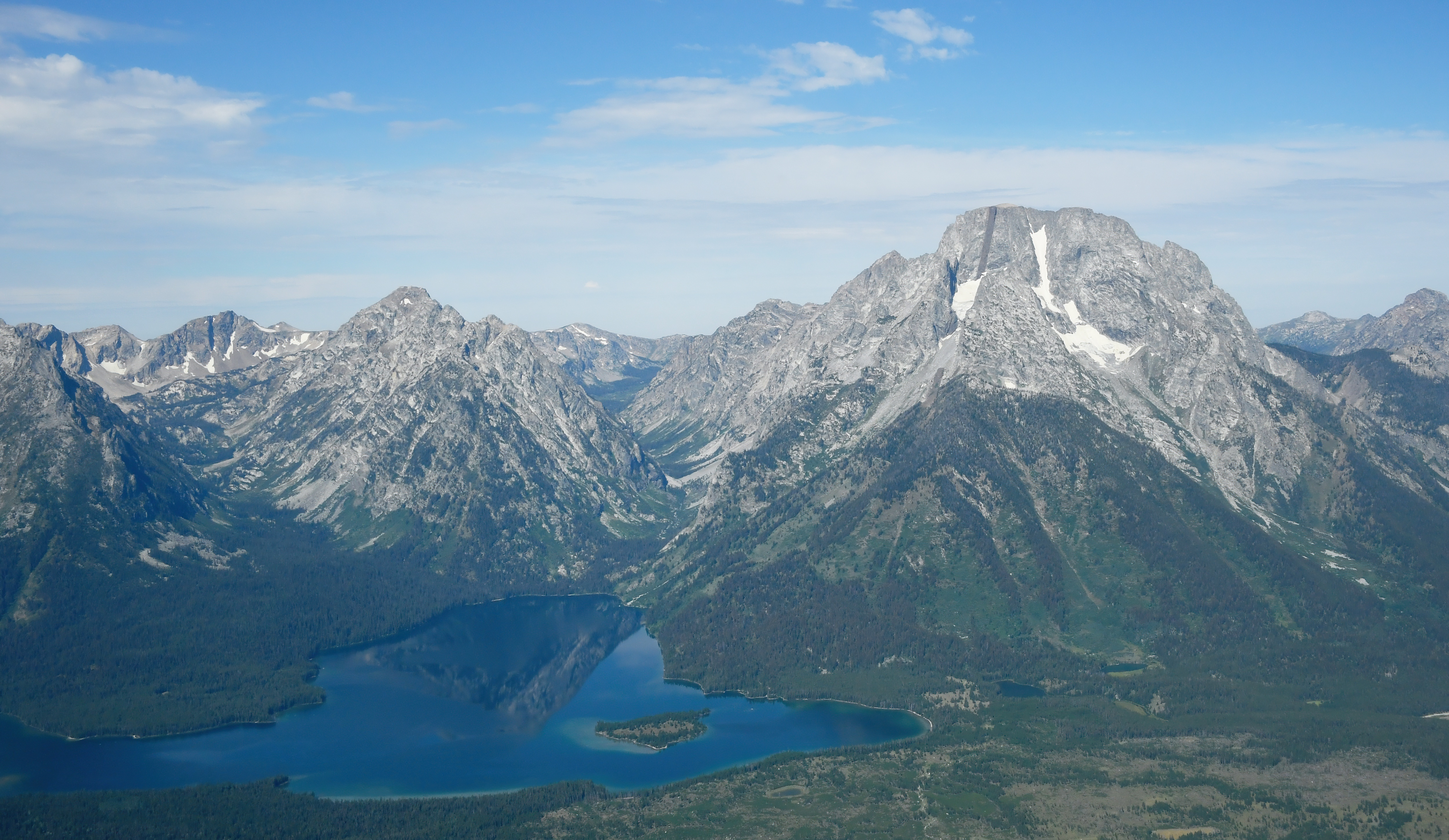
Mount Woodring links der Bildmitte zwischen dem Paintbrush Canyon und dem Leigh Canyon; rechts davon der Mount Moran

Der Mount Woodring ist ein Berg im Grand-Teton Nationalpark im Westen des US-Bundesstaates Wyoming. Er hat eine Höhe von 3534 m und ist Teil der Teton Range in den Rocky Mountains. Er erhebt sich unmittelbar westlich des Leigh Lake und ist von zwei tiefen Schluchten umschlossen, dem Leigh Canyon im Norden und dem Paintbrush Canyon im Süden. Der Gipfel kann am leichtesten vom Paintbrush Canyon Trail erreicht werden. Südwestlich des Mount Woodring liegt der kleine Bergsee Holly Lake, im Westen der etwas größere Grizzly Bear Lake.

## Belege
1. ↑  Peakbagger: Mount Woodring. Abgerufen am 2. März 2021.
2. ↑  Geonames: Mount Woodring. Abgerufen am 2. März 2021.
3. ↑  Naturalatlas: Mount Woodring. Abgerufen am 2. März 2021 (englisch).